# シェーン・ホラン
シェーン・ホラン（Sean Horan）は、ニュージーランドのラグビー指導者。

## 略歴
ベイ・オブ・プレンティ、チーフスのコーチを経て、2011年、7人制女子ニュージーランド代表のヘッドコーチに就任。
2016年、2016リオ五輪ではニュージーランド銀メダルに貢献。同年、退任した。
2019年、7人制女子中国代表のコーチに就任。